# Grayson (Kentucky)
Grayson és una població dels Estats Units a l'estat de Kentucky. Segons el cens del 2000 tenia 3.877 habitants.

## Demografia
Segons el cens del 2000, Grayson tenia 3.877 habitants, 1.415 habitatges, i 938 famílies. La densitat de població era de 598,8 habitants/km².
Dels 1.415 habitatges en un 31% hi vivien nens de menys de 18 anys, en un 46,9% hi vivien parelles casades, en un 16% dones solteres, i en un 33,7% no eren unitats familiars. En el 31% dels habitatges hi vivien persones soles el 13,1% de les quals corresponia a persones de 65 anys o més que vivien soles. El nombre mitjà de persones vivint en cada habitatge era de 2,31 i el nombre mitjà de persones que vivien en cada família era de 2,86.
Per edats la població es repartia de la següent manera: un 21,9% tenia menys de 18 anys, un 19% entre 18 i 24, un 24,3% entre 25 i 44, un 18,5% de 45 a 60 i un 16,3% 65 anys o més.
L'edat mediana era de 32 anys. Per cada 100 dones de 18 o més anys hi havia 78 homes.
La renda mediana per habitatge era de 19.683 $ i la renda mediana per família de 26.280 $. Els homes tenien una renda mediana de 32.022 $ mentre que les dones 18.875 $. La renda per capita de la població era d'11.879 $. Entorn del 27,7% de les famílies i el 31,4% de la població estaven per davall del llindar de pobresa.

## Poblacions més properes
El següent diagrama mostra les poblacions més properes.